# Saint-Aubert (Québec)
Saint-Aubert è un comune del Canada, situato nella provincia del Québec, nella regione di Chaudière-Appalaches.